# Königreich Ungarn (1920–1946)
Das Königreich Ungarn (ungarisch Magyar Királyság) war in den Jahren 1920 bis 1946 eine Monarchie in Mitteleuropa, deren Thron jedoch durchgehend vakant blieb und daher einen Reichsverweser als Staatsoberhaupt hatte.
Die Monarchie wurde nominell im Februar 1920 wiederhergestellt, nachdem das alte Königreich Ungarn (Teil von Österreich-Ungarn) in Folge der Asternrevolution im Oktober 1918 aufgelöst worden war. Da aber die Rückkehr König Karls IV. auf den Thron von der Entente abgelehnt wurde, wählte das Parlament Miklós Horthy provisorisch und auf unbestimmte Zeit zum Reichsverweser. Nachdem Karl IV. 1921 mehrere Restaurationsversuche auf den ungarischen Thron unternahm, und Horthy diese verhinderte, wurden die Habsburger per Gesetz endgültig abgesetzt. Dadurch wurde Ungarn zu einer Monarchie ohne Königshaus.
Während der Regentschaft Horthys hatte Ungarn eine konservative, nationalistische und antikommunistische politische Ausrichtung. Die Außenpolitik war revisionistisch orientiert und hatte die vollständige oder zumindest teilweise Rückgewinnung der im Vertrag von Trianon verlorenen Gebiete Ungarns als Ziel. Infolge dieses Vertrages verlor Ungarn nach dem Ersten Weltkrieg über zwei Drittel seines historischen Staatsgebiets, und über drei Millionen Ungarn kamen unter fremde Oberhoheit.
Nach Ausbruch des Zweiten Weltkriegs hielt sich Ungarn bis 1941 aus den Kampfhandlungen heraus und konnte durch die Wiener Schiedssprüche einen Teil der im Vertrag von Trianon verlorene Gebiete mit ungarischer Bevölkerungsmehrheit friedlich wiedererlangen. Nach Kriegseintritt im Juli 1941 kämpfte Ungarn an der Seite der Achsenmächte. Infolge schwerer militärischer Rückstöße durch die Alliierten verhandelte Horthys Regierung 1944 im Geheimen mit den Alliierten und bot den Kriegsaustritt Ungarns an. Um dies zu verhindern, wurde das Land im Unternehmen Margarethe von Deutschland besetzt und Horthy abgesetzt. Mit den faschistischen Pfeilkreuzlern wurde unter deren Parteiführer Ferenc Szálasi eine neue, von den deutschen Nationalsozialisten gestützte, Marionettenregierung gebildet und Ungarn wurde zum Satellitenstaat Deutschlands.
Nach dem Zweiten Weltkrieg fiel Ungarn unter das Einflussgebiet der Sowjetunion und wurde 1946 von der Zweiten Ungarischen Republik abgelöst. Im Jahr 1949 wurde die sozialistische Volksrepublik Ungarn gegründet.

## Geschichte

### Vorgeschichte
Als sich gegen Ende des Ersten Weltkriegs im Oktober 1918 der Zerfall der Habsburgermonarchie abzeichnete, bildete sich am 23. Oktober in Budapest der Ungarische Nationalrat unter der Leitung von Mihály Károlyi, um die dadurch entstandene politische Leere zu füllen. Kurz darauf verkündete der Nationalrat am 25. Oktober ein 12-Punkte-Programm, in dem u. a. der Rücktritt der Regierung, das sofortige Ende des Krieges und die vollständige Unabhängigkeit sowie Territoriale Integrität Ungarns gefordert wurden. Schnell solidarisierte sich ein Großteil der Bevölkerung und in Budapest stationierte Soldaten mit dem Nationalrat. Sie steckten sich als Ausdruck der Solidarität die in dieser Jahreszeit blühenden Astern (auch Herbstrosen genannt) an ihre Kleidung. Zusammen marschierten sie zum Burgpalast und forderten die Ernennung Károlyis zum Ministerpräsidenten. Kurz darauf wurde 1918 die kurzlebige Erste Ungarische Republik proklamiert. Die darauffolgende Ungarische Räterepublik unter Béla Kun begann mit dem sogenannten Roten Terror, dem zahlreiche politische Gegner zum Opfer fielen. In Wien formte sich unterdessen ein Antibolschewistisches Komitee unter der Führung von István Bethlen bestehend aus Anhängern der Monarchie, die zunächst in Arad und später in Szeged eine Gegenregierung bildeten. Unter dem Oberbefehl von Miklós Horthy, dem letzten kommandierenden Admiral der k.u.k. Kriegsmarine, stellten sie eine Armee bestehend aus Soldaten, die im Ersten Weltkrieg kämpften, auf. Im Jahr 1919 geriet das Land schließlich in einen Bürgerkrieg. Im sogenannten Weißen Terror säuberten Antikommunisten und Monarchisten gewaltsam die Nation von Kommunisten, linken Intellektuellen und vor allem Juden, von denen sie sich bedroht fühlten. Nach dem Sturz des Kun-Regimes und der Räterepublik wurde zunächst am 24. November 1919 eine provisorische Regierung unter Károly Huszár gebildet, die zusammen mit der Entente 1920 Parlamentswahlen veranlasste. In diesen Wahlen gewann in einem Erdrutschsieg die monarchistische Partei der Christlich-Nationalen Vereinigung (KNEP).

### Königreich ohne König
Am 29. Februar 1920 trat das Parlament in Budapest erstmals zusammen und stellte die konstitutionelle Monarchie wieder her. Es war jedoch offensichtlich, dass die Alliierten einer Rückkehr des früheren Königs Karl IV. nicht zustimmen würden. Daher wurde beschlossen, provisorisch einen Reichsverweser als Staatsoberhaupt zu wählen. Für diese Position wurde am 1. März Miklós Horthy vom Parlament gewählt. Sándor Simonyi-Semadam wurde der erste Ministerpräsident in Horthys Regentschaft.

### Vertrag von Trianon

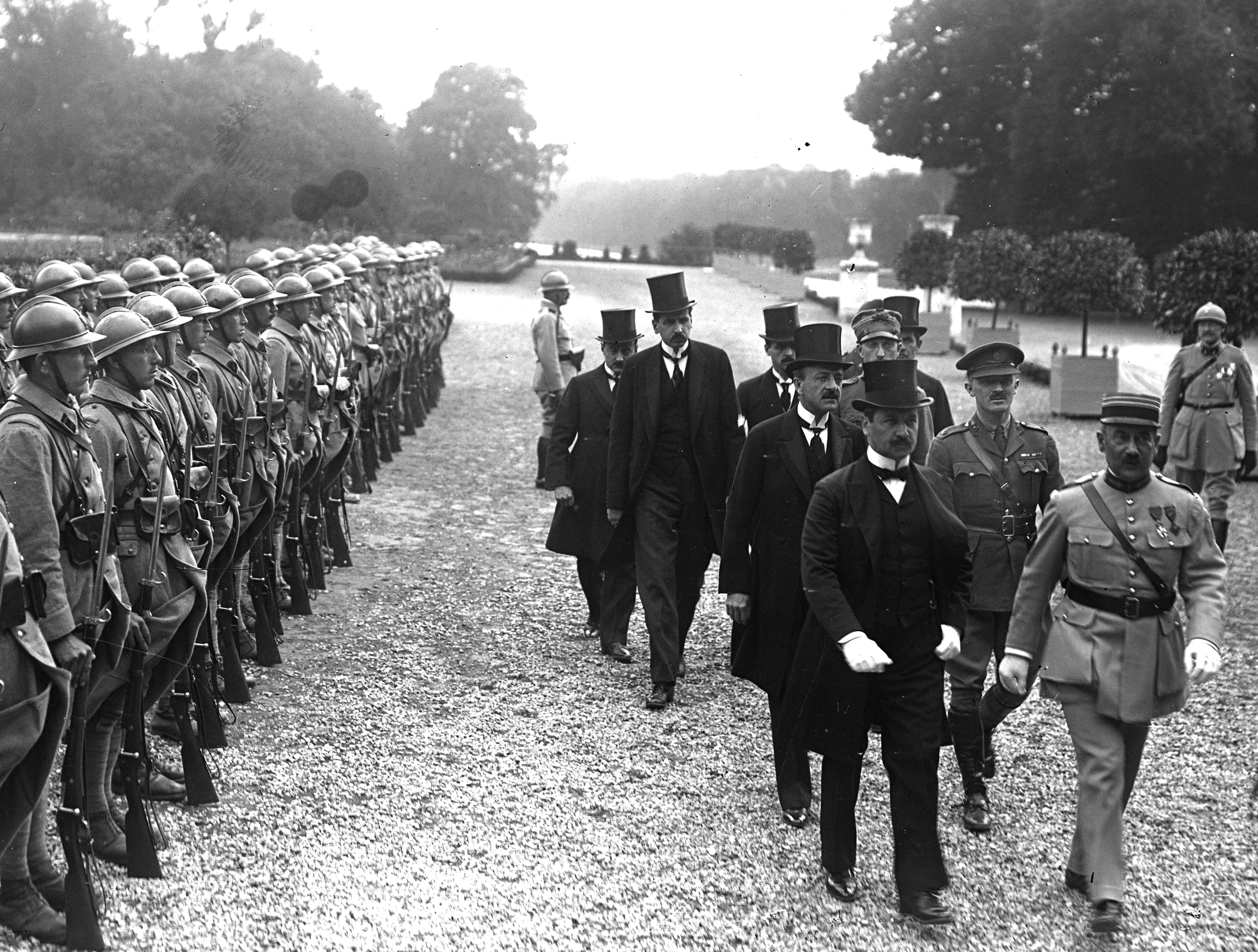
Ankunft der ungarischen Delegation am 4. Juni 1920 am Schloss Grand Trianon im Schlosspark von Versailles, dem Ort der Unterzeichnung

Bereits gegen Ende des Ersten Weltkriegs wurde deutlich, dass die Entente das Fortbestehen Österreich-Ungarns nicht beibehalten, sondern die Region in souveräne Teile unterteilen möchte. Zu der am 18. Januar 1919 beginnenden Pariser Friedenskonferenz durfte die ungarische Delegation unter Albert Apponyi erst am 6. Januar 1920 anreisen und ihren Standpunkt darlegen. Zu diesem Zeitpunkt war jedoch schon eine Entscheidung getroffen worden, und die Delegation konnte keine Erfolge mehr für Ungarn erzielen.
Um weitere Konflikte mit den Alliierten zu vermeiden, unterzeichnete der neue Staat unter Horthy am 4. Juni 1920 den Vertrag von Trianon und verkleinerte damit Ungarn um 71,4 %: ganz Siebenbürgen und das Partium wurden Teil Rumäniens; große Teile Oberungarns und Transkarpatien kamen zur Tschechoslowakei; Kroatien, Slawonien, das Murgebiet, Übermurgebiet, die Batschka, Teile des Banats und die Vojvodina wurde Teil des Königreichs der Serben, Kroaten und Slowenen (ab 1929: Jugoslawien). Der Vertrag teilte auch Österreich ein Gebiet mit einer Fläche von 4300 km² in Westungarn zu (heute Burgenland). Nachdem sich die ungarische Regierung aber weigerte, das betroffene Gebiet zu räumen, wurden am 13. Oktober 1921 die Venediger Protokolle unterzeichnet. Ungarn musste das Gebiet räumen, jedoch wurde im Dezember 1921 in Sopron eine Volksabstimmung abgehalten. Als Ergebnis durfte Ungarn Sopron und acht benachbarte Dörfer behalten.
Die Folgen des Vertrags verursachten in der ungarischen Bevölkerung einen tiefen Schock. Hauptziel der Außenpolitik in den nachfolgenden Jahren wurde die Revision des Vertrags und die damit verbundene Rückgewinnung der verlorenen Gebiete.

### Restaurationsversuche Karls IV.

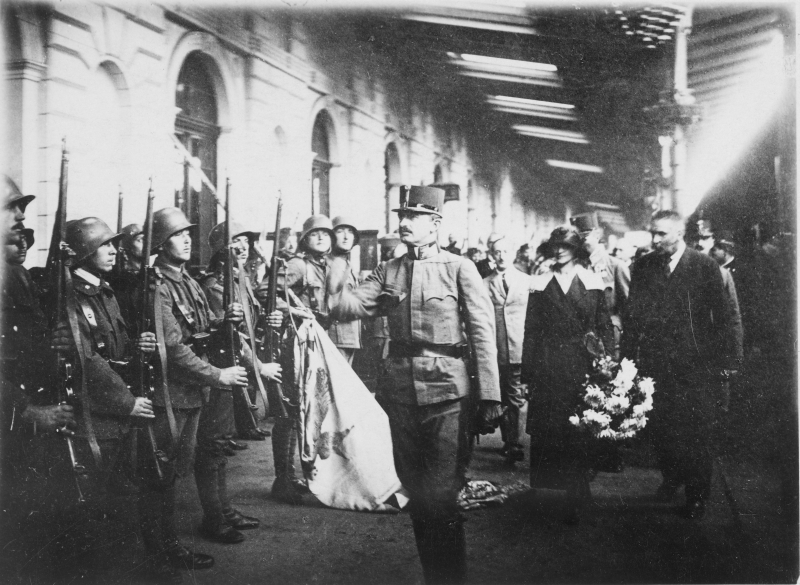
Karl IV. schreitet am 21. Oktober 1921 eine Ehrenkompanie königstreuer Truppen am Bahnhof in Sopron ab.

Am 26. März 1921 kehrte der ehemalige König Karl IV. nach Ungarn zurück und versuchte seinen Thron in Ungarn wiederzuerlangen. Er war der Auffassung, das ungarische Volk würde seinen Anspruch befürworten, sobald er wieder im Land sei, und der provisorisch zum Reichsverweser ernannte Horthy würde ihm freiwillig die Macht überlassen. Bei einem Treffen mit Horthy am 27. März in Budapest lehnte der Reichsverweser Karls Wunsch jedoch mit der Begründung ab, dass seine Ernennung zum König einen Konflikt mit der Entente und den Nachbarstaaten nach sich ziehen könne. Da Karl weder vom Volk noch vom Militär unterstützt wurde, reiste er zurück nach Westungarn, von wo er am 5. April von der Entente wieder zurück in sein Exil in der Schweiz gebracht wurde. Am 20. Oktober 1921 unternahm Karl IV. einen zweiten Versuch, den ungarischen Thron wiederzuerlangen. Während er mit einem Flugzeug aus der Schweiz nach Sopron reiste, stellten seine Unterstützer aus kleinen Truppenkontingenten ein Heer unter dem Kommando von Julius von Ostenburg-Morawek zusammen. Mit dem Zug versuchte man nach Budapest zu reisen, dieser wurde jedoch am 23. Oktober in Budaörs von Truppen Horthys angehalten. Nach einem Gefecht, das über zwei Dutzend Tote forderte, wurde Karl gefangen genommen und im Kloster Tihany am Balaton interniert. Wenig später wurde er auf britischen Kriegsschiffen nach Madeira gebracht, wo er wenige Monate später starb.
Am 6. November 1921 verabschiedete das ungarische Parlament ein Gesetz zur Aufhebung der Pragmatischen Sanktion von 1713 (Erbfolgeregelung der Habsburgermonarchie). Es entthronte Karl IV. und nahm den Habsburgern jeglichen Anspruch auf den Ungarischen Thron. Ungarn war nun ein Königreich ohne Königshaus. Da die Unruhen zu groß waren, um einen neuen König zu wählen, wurde stattdessen beschlossen, Miklós Horthy weiterhin in der Position des Reichsverwesers zu belassen. Er verblieb in dieser mächtigen Position bis zu seiner Absetzung 1944.

### Zwischenkriegszeit

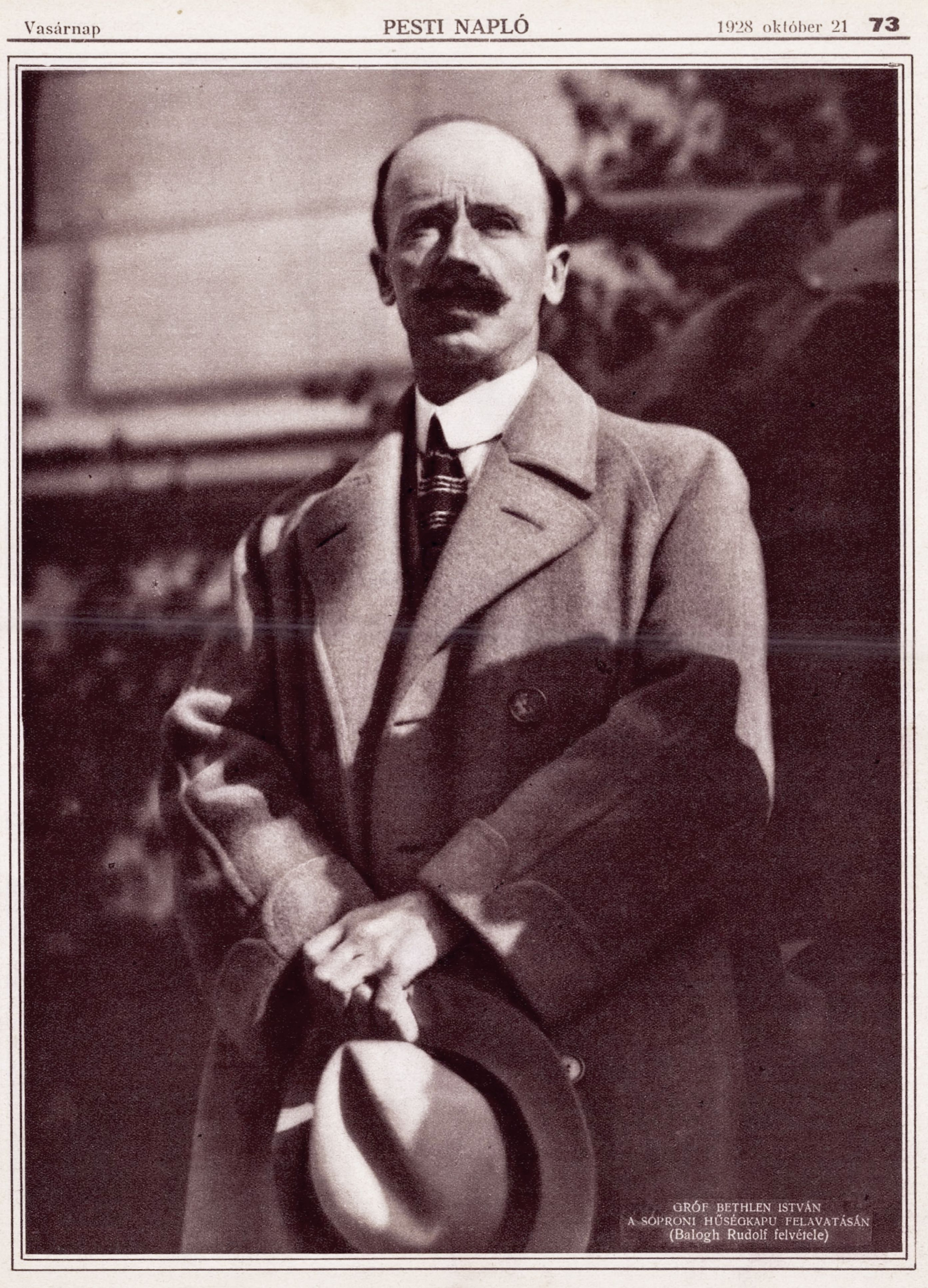
István Bethlen (1928)

In den ersten zehn Jahren seiner Regentschaft unterdrückte Horthy die Minderheiten in Ungarn zunehmend. Im Jahr 1920 begrenzte das Numerus-Clausus-Gesetz die Zahl der Studenten aus Minderheiten an Universitäten und legalisierte die körperliche Züchtigung bei Erwachsenen in Strafverfahren. Die Beschränkungen wurden 1928 gelockert und die Rassenkriterien bei der Aufnahme neuer Studenten durch soziale Kriterien ersetzt. Dazu wurden fünf Soziale Klassen gebildet: Beamte und Kriegsveteranen; Armeeoffiziere, Kleingrundbesitzer und Handwerker; Industrielle sowie die Klasse der Kaufleute.
Unter István Bethlen als Ministerpräsident wurde ab 1922 das Wahlsystem reformiert. Nach der Reform wurde etwa einer dreiviertel Million Bürgern das Wahlrecht entzogen. Die Mehrheit (ca. 550.000) davon waren Frauen, die nun nur noch wählen durften, wenn sie mindestens die 6. Klasse besucht hatten und bereits 30 Jahre alt waren. Männer durften wählen, wenn sie die ersten vier Schulklassen besucht haben und mindestens 24 Jahre alt waren. Des Weiteren musste man, um wählen zu dürfen, bereits zehn Jahre ungarischer Staatsbürger sein. Infolgedessen gewann Bethlens Partei, die Partei der Einheit, wiederholt die Wahlen. Bethlen drängte auf die Revision des Vertrags von Trianon, jedoch zwangen ihn nach dem Zusammenbruch der ungarischen Wirtschaft in den Jahren 1929 bis 1931 nationale Unruhen zum Rücktritt als Ministerpräsident. Seine Wahlreform wurde 1938 rückgängig gemacht.
Die sozialen Verhältnisse im Königreich verbesserten sich im Laufe der Zeit kaum, da ein kleiner Teil der Bevölkerung einen Großteil des Vermögens besaß. Juden wurden ständig unter Druck gesetzt, sich in die ungarische Alltagskultur zu integrieren. Die verzweifelte soziale und wirtschaftliche Lage zwang Horthy, den nationalistischen Politiker Gyula Gömbös zum Ministerpräsidenten zu ernennen. Er versprach, das politische System beizubehalten, und stimmte zu, von seinem extremen Antisemitismus abzukehren und einige Juden in seine Regierung aufzunehmen. Als Ministerpräsident veränderte Gömbös die politischen Verhältnisse in Ungarn in Richtung einer Einparteienregierung, ähnlich wie im faschistischen Italien oder Nazi-Deutschland. Unter dem Druck NS-Deutschlands verfolgte Ungarn einen antisemitischen Kurs und verabschiedete seine Judengesetze. Zunächst wurden mit den Gesetzen der Anteil der Juden in einer Reihe von Berufen auf 20 % beschränkt. Später wurden sie zum Sündenbock der schlechten Wirtschaftslage gemacht.

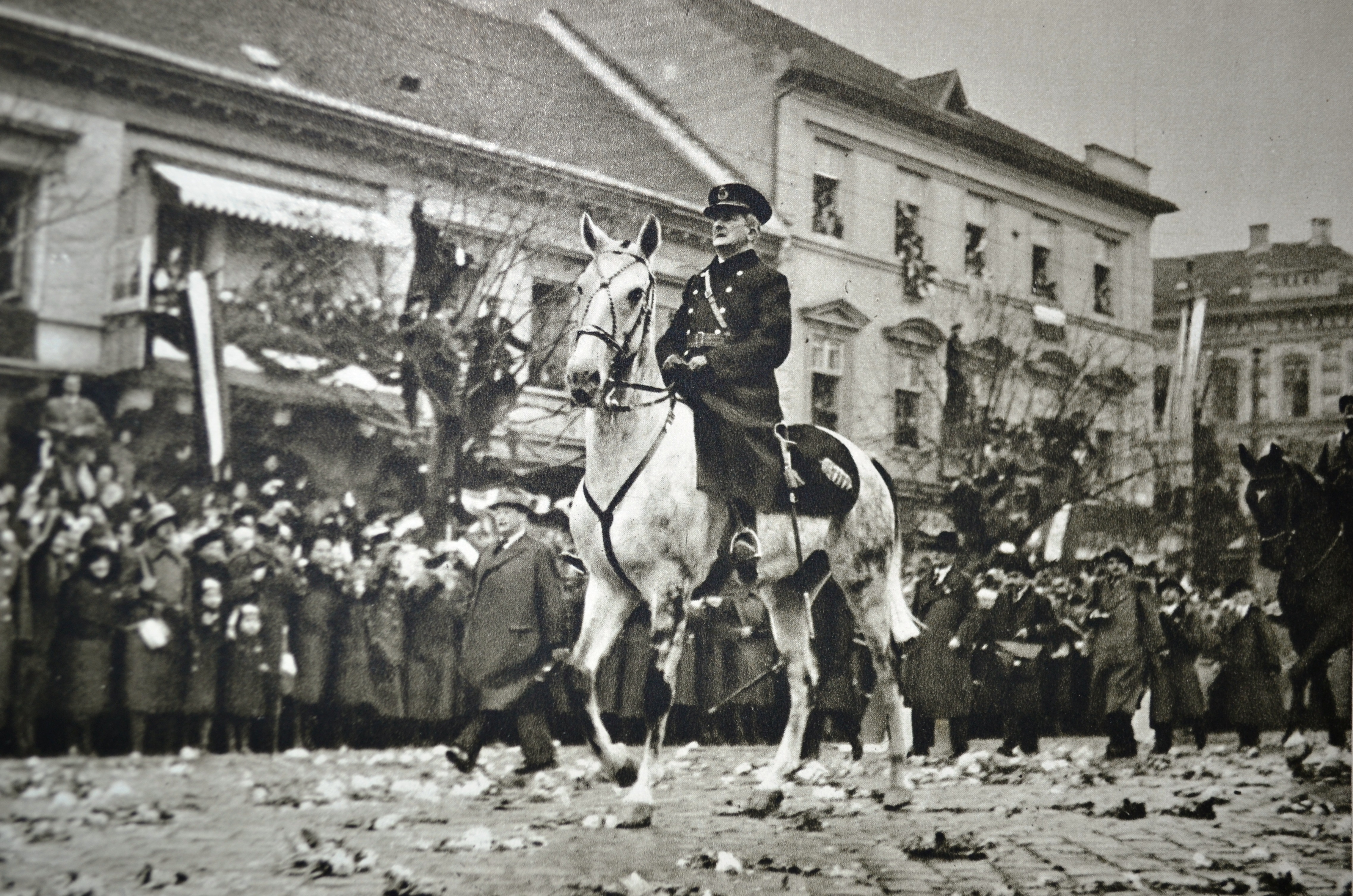
Einzug Miklós Horthys in Kassa/Košice (1938)

Nach dem Münchner Abkommen, bei dem das Deutsche Reich mehrheitlich von Deutschen bewohnte Gebiete in der Tschechoslowakei wiedererlangte, versuchten dies Ministerpräsident Kálmán Darányi und sein Nachfolger Béla Imrédy mit der Hilfe Adolf Hitlers mit Gebieten, die mehrheitlich von Ungarn bewohnt waren. Am 2. September 1938 unterzeichneten die Außenminister von Deutschland, Italien, Ungarn und der Tschechoslowakei den Ersten Wiener Schiedsspruch im Schloss Belvedere in Wien. Ungarn erhielt daraufhin 11.927 km2 Land im Süden der Tschechoslowakei einschließlich der Städte Kassa (Košice), Ungvár (Užhorod) und Munkács (Mukačevo) in Transkarpatien zurück. Auf diesem Landstrich machten damals Ungarn 86,5 % der Bevölkerung aus, während dort nur 9,8 % Slowaken wohnten. Nach der Zerschlagung der Tschechoslowakei erhielt Ungarn im März 1939 von Hitler die Erlaubnis, das restliche Transkarpatien zu besetzen. Das besetzte Gebiet war 12.171 km2 groß, hier wohnten aber lediglich 12 % Ungarn.

### Zweiter Weltkrieg
Nach dem deutschen Überfall auf Polen am 1. September 1939 lehnte Ungarns Ministerpräsident Pál Teleki am 9. September ab, dass deutsche Truppen über ungarisches Territorium in Transkarpatien marschieren und Polen angreifen können. Teleki erlaubte stattdessen etwa 130.000 polnischen Zivilisten und Soldaten, nach Ungarn zu fliehen. Viele Soldaten reisten über Jugoslawien und Frankreich nach Großbritannien, wo sie den Polnischen Streitkräften im Westen beitraten. Die meisten polnischen Zivilisten blieben bis Kriegsende in Ungarn.

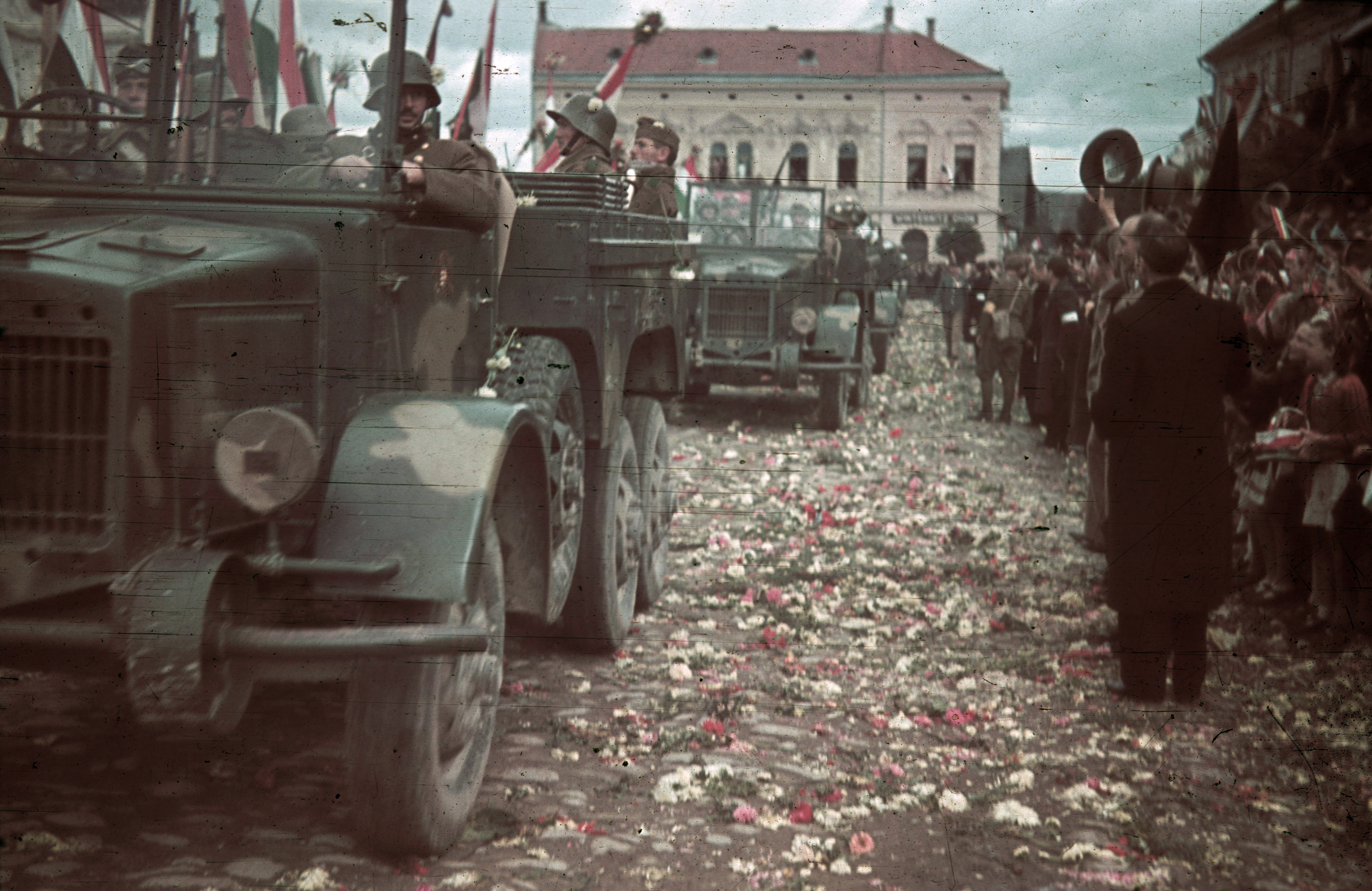
Ungarische Truppen werden bei ihrem Einzug in Nordsiebenbürgen von der Bevölkerung mit Blumen begrüßt (Kézdivásárhely/Târgu Secuiesc, 13. September 1940)

Nachdem die Sowjetunion im Juni 1940 im Einklang mit dem Geheimen Zusatzprotokoll des Deutsch-sowjetischen Nichtangriffspakts das seit dem Ersten Weltkrieg zu Rumänien gehörende Bessarabien besetzte, bot sich auch für Ungarn die Chance, Gebietsansprüche gegen das politisch nun komplett isolierte Rumänien zu richten. Denn man plante, die im Vertrag von Trianon 20 Jahre zuvor an Rumänien verlorenen Gebiete, wie das Partium, Siebenbürgen und Teile des Banats, in denen noch immer eine große Zahl Ungarn wohnten, wiederzugewinnen. Nachdem Ungarn und Rumänien ihre Truppen in großer Zahl mobilisiert und an die Grenze geschickt hatten, trafen sich Delegationen beider Staaten am 16. August zu Verhandlungen in Turnu Severin. Ungarn forderte von Rumänien ein Gebiet, das etwa 69.000 km2 groß war und vom Fluss Marosch (ung. Maros, rum. Mureș) begrenzt wurde. Die rumänische Seite lehnte dies aber vehement ab und brach am 24. August die Verhandlungen ab. Es sah so aus, als könnte jederzeit Krieg ausbrechen. Die Ungarische Armee bereitete sich bereits auf den Angriff vor, als Hitler dazwischen schritt und die Außenminister beider Länder zu Gesprächen nach Wien einlud. Am 30. August 1940 wurde schließlich der Zweite Wiener Schiedsspruch unterzeichnet. Ungarn erhielt daraufhin Nordsiebenbürgen mit dem Szeklerland von Rumänien zurück. Das 43.432 km2 große Gebiet hatte damals 2,4 Millionen Einwohner, wovon 54,6 % Ungarn waren. Im Süden Siebenbürgens verblieben jedoch etwa eine halbe Million Ungarn unter rumänischer Oberhoheit.
Auf der Suche nach Absicherung der gewonnenen Gebiete schloss Ungarn mit Jugoslawien am 12. Dezember 1940 einen Vertrag über ewige Freundschaft. Jedoch wurde am 26. März 1941 diese pro-deutsche Regierung in einem Staatsstreich gestürzt und eine pro-westliche eingesetzt. Hitler entschied sich daher für eine Invasion Jugoslawiens und bat Ungarn um militärische Hilfe und die Erlaubnis, dass deutsche Truppen über das Territorium Ungarns marschieren dürfen. Ungarn aber weigerte sich, militärische Hilfe zu leisten, da es zuvor einen Freundschaftsvertrag mit Jugoslawien geschlossen hatte und Großbritannien bereits mit Krieg drohte. Der Wehrmacht wurde aber erlaubt, durch ungarisches Staatsgebiet zu marschieren. Nachdem Ministerpräsident Pál Teleki erfuhr, dass bereits deutsche Panzer durch Ungarn rollten, beging er im Palais Sándor Suizid. Ungarns neu ernannter Ministerpräsident László Bárdossy wartete mit einer Invasion ungarischer Truppen, bis der Unabhängige Staat Kroatien am 10. April 1941 ausgerufen wurde, da seiner Meinung nach Jugoslawien in diesem Moment aufhörte zu existieren und der Freundschaftsvertrag dadurch nicht verletzt wurde. Am selben Tag schloss sich Ungarn den Militäroperationen der Wehrmacht an und annektierte ehemals zu Ungarn gehörende Gebiete in der Batschka (Bácska) und Regionen im Mur- und Übermurgebiet, in denen aber große slowenische und kroatische Minderheiten lebten. Laut einer ungarischen Volkszählung von 1941 lebten hier 37 % Ungarn, 40 % Serben, Kroaten und Slowenen und etwa 9 % Deutsche.

#### Kriegseintritt
Am 27. Juni 1941 erklärte Ministerpräsident László Bárdossy der Sowjetunion den Krieg. Als Casus Belli galt der Bombenangriff auf Kassa am Vortag. Die Regierung Ungarns entsandte daraufhin Truppen, die den deutschen Angriff auf die Sowjetunion unterstützen sollten. Dabei ging die gesamte ungarische 2. Armee während der sowjetischen Operation Ostrogoschsk-Rossosch vom 13. Januar 1943 bis zum 27. Januar 1943 verloren. Seit der Schlacht bei Mohács (1526) hatte Ungarn nicht mehr derartige militärische Verluste hinnehmen müssen. Als Reaktion auf das Vorrücken der Roten Armee im Jahr 1943 setzte Horthy den pro-deutschen Ministerpräsidenten Döme Sztójay am 29. August 1944 ab und ernannte mit Géza Lakatos einen gemäßigteren, um mit den Alliierten zu verhandeln und eine sowjetische Besatzung Ungarns zu verhindern. Zeitgleich versuchte man die horrenden Verluste durch die Mobilisierung weiterer Männer in das ungarische Heer zu kompensieren. Horthy begann im Geheimen über den Kriegsaustritt Ungarns und einen Waffenstillstand zu verhandeln.

#### Deutsche Besetzung

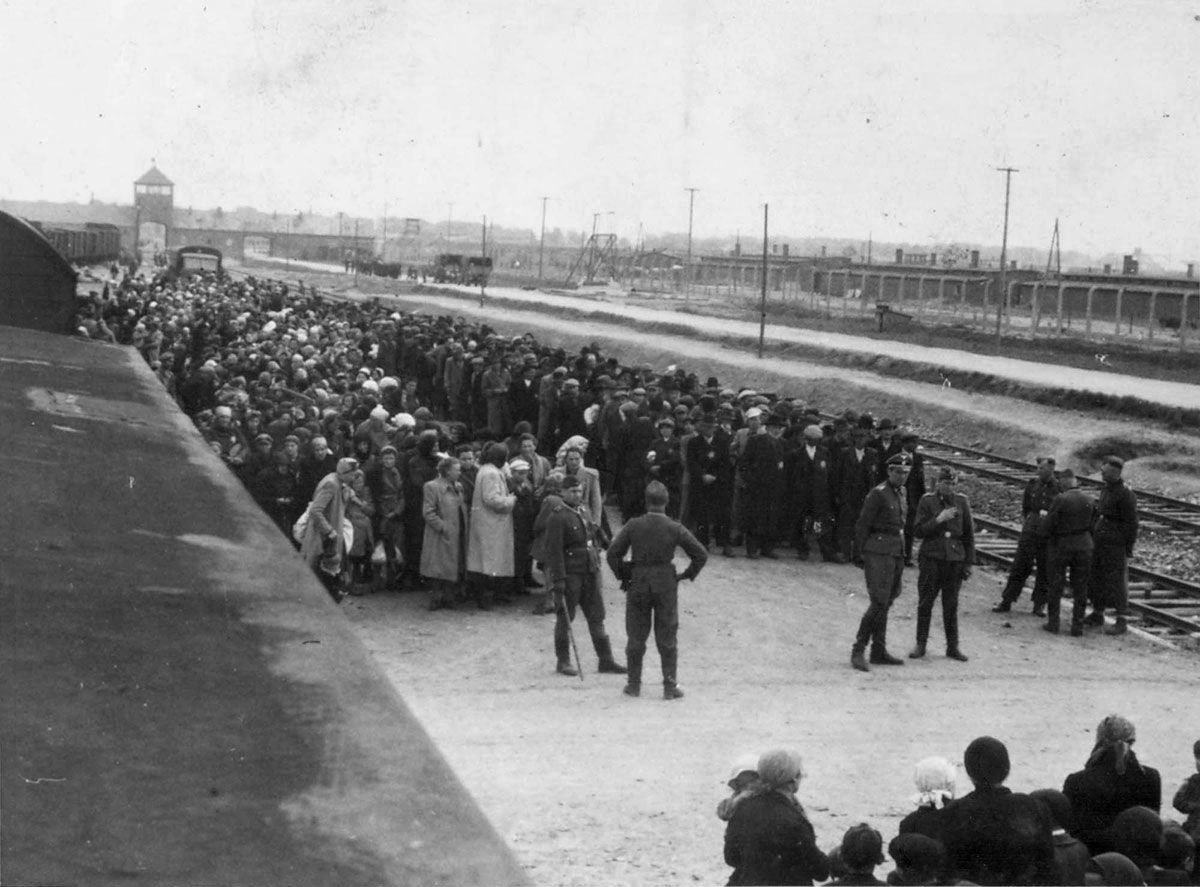
Selektion ungarischer Juden am 27. Mai 1944 im KZ Auschwitz. Bild aus dem Auschwitz-Album.

Während der Reichsverweser von Hitler unter einem Vorwand ins Schloss Klessheim bei Salzburg eingeladen wurde, begannen deutsche Truppen am 19. März 1944 im Eiltempo mit der Invasion Ungarns, um die Loyalität des Landes zu sichern. Die Besetzung wurde vom Oberkommando der Wehrmacht entworfen und vom Oberbefehlshaber Südost Maximilian von Weichs geleitet, der bereits im September 1943 von Hitler die Anweisung zur Vorbereitung des Unternehmens erhalten hatte. Horthy wurde unter Hausarrest gestellt, und Ministerpräsident Miklós Kállay erneut durch Döme Sztójay ersetzt. Die ungarische Regierung Sztójay wurde fortan durch den SS-Brigadeführer Edmund Veesenmayer überwacht, um erneute Verhandlungsversuche mit den Alliierten zu verhindern. Nun wurde auch das Tragen des gelben Judensterns angeordnet, und ab April 1944 wurden Ghettos für Juden eingerichtet. Ab 15. Mai 1944 begann (mit Ausnahme der Budapester Juden) die gezielte Deportation von über 450.000 ungarischen Juden aus der Provinz, deren Großteil (ca. 430.000) in das KZ Auschwitz gebracht wurde, wo die meisten ermordet wurden. Dennoch gelang es einigen Diplomaten, wie Raoul Wallenberg von der Schwedischen Botschaft in Budapest, dem Apostolischen Nuntius und Diplomaten aus der Schweiz, Portugal und Spanien zehntausende jüdische Leben zu retten. Auch vielen Menschen aus der Zivilbevölkerung gelang es, indem sie ihr Leben riskierten, bis Kriegsende Juden bei sich zu verstecken. Später wurden 876 von ihnen hierfür als Gerechte unter den Völkern geehrt. Erst nachdem sich zahlreiche Persönlichkeiten und Staatsoberhäupter gegen die Deportationen einsetzten, wurden diese durch Horthy am 9. Juli gestoppt.
Durch das weitere Vordringen der Roten Armee im Osten, die bereits das Karpatenbecken erreichte, und durch den Seitenwechsel Rumäniens am 23. August, gelangte die Front nun an die Grenze Ungarns. Im August setzte der Reichsverweser die deutschfreundliche Regierung von Sztójay erneut ab und begann im September 1944 Waffenstillstandsverhandlungen mit der Sowjetunion, da ihm die Aussichtslosigkeit einer Weiterführung des Krieges bewusst war. Am 11. Oktober unterzeichnete eine ungarische Delegation in Moskau einen Waffenstillstand, in dem sich das Land verpflichtete, die Kampfhandlungen mit der Roten Armee einzustellen, dem Deutschen Reich den Krieg zu erklären und alle ab 1938 wiedergewonnenen Gebiete zu räumen. Über diesen „Sprung aus dem Krieg“ wurde die ungarische Zivilbevölkerung in einer Rede Miklós Horthys, die am 15. Oktober 1944 im Rundfunk verlesen wurde, informiert.

#### Szálasi-Regime

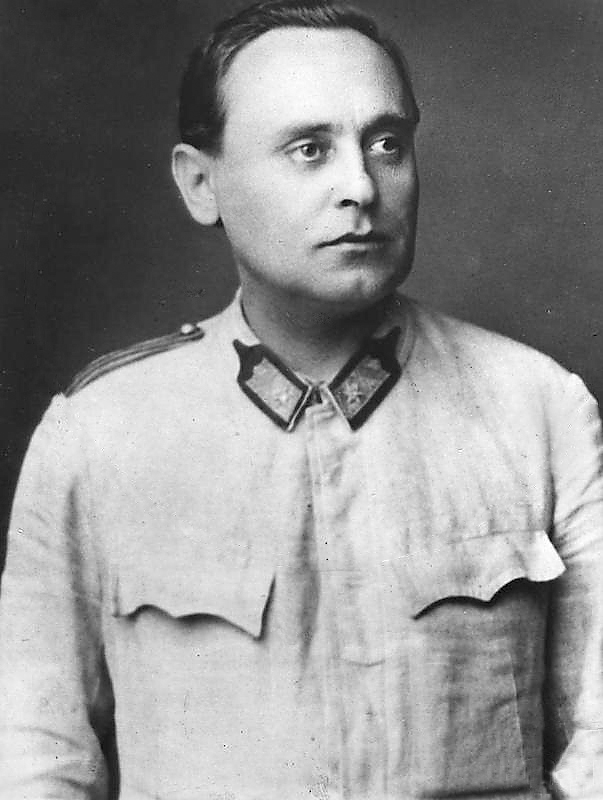
Ferenc Szálasi im Oktober 1944

Diese Entwicklungen blieben der deutschen Führung nicht verborgen. Am selben Tag wurde Horthy von deutschen Truppen im Unternehmen Panzerfaust abgesetzt, nach Deutschland gebracht und durch den Parteiführer der faschistischen und antisemitischen Pfeilkreuzler Ferenc Szálasi ersetzt. Dieser stellte am 16. Oktober 1944 eine neue deutschfreundliche Regierung der nationalen Einheit auf und setzte den Krieg auf Seiten der Achsenmächte fort. Szálasi ersetzte Horthy nicht als Regent, sondern wurde zum Führer der Nation (Nemzetvezető) und Ministerpräsident des neuen ungarischen faschistischen Regimes ernannt. Dennoch wurde die Monarchie in Ungarn durch die Pfeilkreuzler nicht abgeschafft, und in den ungarischen Zeitungen wurde immer noch vom Königreich Ungarn gesprochen. Unter Szálasi und den Pfeilkreuzlern wurde das Land zu einer totalitären Diktatur und die Deportierung der Juden wurde fortgesetzt. Bis zum Ende des Krieges starben noch zehntausende Juden durch die Pfeilkreuzler. Den Holocaust überlebten lediglich 250.000 der 800.000 zuvor im Land lebenden Juden.
Am 21. Dezember 1944 wurde in Debrecen einer von der Sowjetunion gestützten Interimsregierung unter der Führung von Béla Miklós, dem ehemaligen Kommandeur der 1. ungarischen Armee, nominell die Kontrolle im Land überlassen. Im Januar 1945 wurde ein Hoher Nationalrat ernannt, der die Regierungsgeschäfte übernahm. Teil dieser Regierung waren auch Mitglieder der Kommunistischen Partei Ungarns, wie Ernő Gerő, und später auch Mátyás Rákosi und László Rajk. Ende März 1945 wurde das Regime von Szálasi aus Ungarn vertrieben.

### Auflösung
Unter sowjetischer Besatzung war das Schicksal des Königreichs Ungarn bereits vorbestimmt. Ein Hoher Nationalrat (ungarisch Nemzeti Főtanács) übte die Funktion des Staatsoberhauptes aus, bis die Monarchie am 1. Februar 1946 formell abgeschafft wurde und die Zweite Ungarische Republik ausgerufen wurde. Drei Jahre später wurde die Volksrepublik Ungarn gegründet.

## Politisches System
Formal war das politische System des Landes die konstitutionelle Monarchie. Wie bereits das vor Trianon bestehende Ungarn besaß das wiederhergestellte Königreich Ungarn keine geschriebene, sondern wie das Vereinigte Königreich eine historisch überlieferte Verfassung, die sich auf den Blutvertrag (Vérszerződés) der der sieben Heerführer der Magyaren zur Zeit der Landnahme im Jahr 896 zurückführte. Im Mittelpunkt der Staatsdoktrin war die heilige Stephanskrone, die dem Souverän als Legitimation und Zeichen der Machtausübung durch das Volk verliehen wurde.

### Reichsverweser

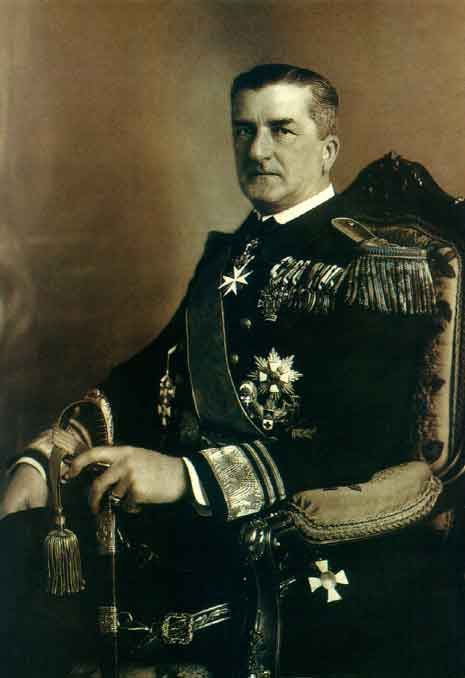
Miklós Horthy

Zum Staatsoberhaupt des Königreichs wurde am 1. März 1920 Miklós Horthy auf unbegrenzte Dauer gewählt. Das Amt des Reichsverwesers (Kormányzó) sollte er so lange ausüben, bis König Karl IV. seine Amtsgeschäfte wieder übernahm. Einerseits aber stimmten die Alliierten einer Rückkehr Karls nicht zu, andererseits verhinderte Horthy 1921 zwei Versuche Karls, den Thron in Ungarn erneut zu besteigen. Das Amt des Reichsverwesers konnte nicht vererbt werden, jedoch durfte Horthy laut Gesetz einen Nachfolger vorschlagen. Diese Regelung kam im November 1941 zum Einsatz, als Horthy 71-jährig erkrankte und man sich Sorgen um seine Nachfolge machte. Er schlug seinen Sohn István als Nachfolger vor. Dieser wurde dann am 19. Februar 1942 von beiden Kammern des Parlaments zum stellvertretenden Reichsverweser (Kormányzóhelyettes) gewählt. István Horthy starb jedoch im August desselben Jahres bei einem Flugzeugabsturz und ein neuer stellvertretender Reichsverweser wurde nicht noch einmal ernannt. Die Erbfolge nach Horthys Tod oder Abdankung wurde nie offiziell festgelegt. Vermutlich hätte das Parlament einen neuen Reichsverweser gewählt oder die Dynastie der Habsburger unter Otto von Habsburg restauriert.
Die Befugnisse des Reichsverwesers waren aus denen der Könige von Ungarn aus dem früheren Kaisertum Österreich entlehnt. Jedoch übte Horthy keine gesetzgeberische Funktion aus. Er durfte Verträge nur nach Zustimmung des Parlaments unterzeichnen, und die Nationalversammlung (nemzetgyűlés) erst nach dauernder erwiesener Arbeitsunfähigkeit auflösen, woraufhin nach drei Monaten Neuwahlen folgen mussten. Das Parlament konnte den Reichsverweser jederzeit zur Verantwortung ziehen und für Verfassungs- und Gesetzbrüche anklagen.
Im Laufe der Jahre erhielt Horthy immer mehr Befugnisse, wie etwa bereits 1920 das Recht, den Ministerpräsidenten zu ernennen. Im Jahr 1933 wurde dem Reichsverweser ermöglicht, das Parlament auf unbestimmte Zeit von seiner Funktion zu suspendieren oder sogar aufzulösen. Während seiner 24-jährigen Regentschaft nahm der Reichsverweser dieses Recht aber nur sehr selten in Anspruch. Horthys Regentschaft als Reichsverweser besaß nach und nach aber immer mehr Elemente, die sich auch in Diktaturen finden, sie war aber dennoch weder faschistisch noch nationalsozialistisch.

### Parlament
Bis 1927 besaß Ungarn das Einkammersystem mit der Nationalversammlung (nemzetgyűlés) als gesetzgebende Staatsgewalt. Im folgenden Jahr wurden die zwei Kammern, das Oberhaus (felsőház) als Nachfolger des Magnatenhauses (főrendiház), und das Repräsentantenhaus (képviselőház) des Reichstags aus der Zeit der Österreichisch-Ungarischen Monarchie wiederhergestellt. Im Gegensatz zu den Mitglieder des Repräsentantenhauses, die vom Volk gewählt wurden, bestand das Oberhaus aus Mitgliedern der anerkannten Religionen in Ungarn (auch Juden), Aristokraten, männlichen Mitgliedern des Hauses Habsburg-Lothringen, dem Vorsitzenden der Nationalbank, dem Oberbefehlshaber der Armee und gewählten Mitgliedern aus der Akademie der Wissenschaften. Zusätzlich ernannte Horthy auf Empfehlung der Regierung einzelne Personen ins Oberhaus.

### Außenpolitik

Gebietsgewinne Ungarns

Hauptziel der Außenpolitik Ungarns unter Horthy war die Revision der im Vertrag von Trianon (1920) festgeschriebenen Grenzen, infolge dessen Ungarn rund zwei Drittel seines Territoriums verlor. Auch im Ausland wurden die Bestimmungen des Vertrags als zu hart angesehen. Mitglieder der Triple Entente, wie das Vereinigte Königreich, konnten wegen der fragilen Nachkriegsordnung aber keine friedliche und moderate Anpassung der Bestimmungen unterstützen. Ungarn richtete sich in der Folge zunehmend nach den beiden faschistischen Staaten Europas, Deutschland und Italien, aus, welche in der Zwischenkriegszeit ebenfalls versuchten, ihr Staatsgebiet zu vergrößern.
Italien unter seinem Diktator Benito Mussolini begann mit einem Freundschaftsvertrag, der am 5. April 1927 unterzeichnet wurde, engere Beziehungen mit Ungarn aufzubauen. Ungarns Ministerpräsident Gyula Gömbös war ein offener Befürworter der faschistischen Diktatoren und versuchte, ein trilaterales Bündnis mit Italien und Deutschland aufzubauen. Gömbös überredete Mussolini schließlich auch, 1938 den Anschluss Österreichs an das Deutsche Reich zu akzeptieren.
Ungarn profitierte kurz vor dem Zweiten Weltkrieg von seinen engen Beziehungen zu Deutschland und Italien, als es im Anschluss an das Münchner Abkommen im Ersten Wiener Schiedsspruch Gebiete mit ungarischer Bevölkerungsmehrheit in der Tschechoslowakei zugesprochen bekam. Kurz nach der Zerschlagung der Tschechoslowakei 1939 annektierte Ungarn Transkarpatien und trat als Ausdruck der an Deutschland orientierten Außenpolitik im selben Jahr aus dem Völkerbund aus und unterzeichnete den Antikominternpakt. Nach dieser erfolgreichen Revisionspolitik suchte Ungarn nach einem Weg, weitere Gebiete zurückzugewinnen, und verlangte von Rumänien die Rückgabe Siebenbürgens. Daraufhin wurde Ungarn erneut für seine Deutschland-freundliche Haltung von Hitler belohnt: infolge des Zweiter Wiener Schiedsspruchs erhielt es Nordsiebenbürgen zurück. Kurz darauf trat Ungarn am 20. November 1940 dem Dreimächtepakt bei und wurde damit endgültig Teil der Achsenmächte.

## Territorium
Das Königreich Ungarn umfasste nach 1920 größtenteils das Staatsgebiet des heutigen Ungarn. Es grenzte bis 1938 an Österreich, die Tschechoslowakei, Rumänien und Jugoslawien. Seit 1938 grenzte das Land nach dem Anschluss Österreichs an das Deutsche Reich sowie kurzzeitig an Polen. Im Laufe des Krieges dann auch an den Slowakischen Staat, den Unabhängigen Staat Kroatien und an das Militärverwaltungsgebiet Serbien. Die Gesamtfläche betrug 1920 zunächst 92.833 km². Nach den Wiener Schiedssprüchen und der Besetzung von Gebieten im ehemaligen Südungarn wuchs die Staatsfläche bis 1941 auf 172.149 km².
Von den ursprünglich 63 Komitaten (Verwaltungseinheiten) des Königreichs Ungarn vor 1918 blieben nach dem Vertrag von Trianon lediglich 33 auf dem Staatsgebiet Ungarns. Nur zehn dieser Komitate bestanden in ihrer ursprünglichen Form, die anderen wurden durch neue Grenzziehungen auf Nachbarländer aufgeteilt. Als Extrembeispiel gilt das Komitat Ugocsa, das nach dem Trianoner Vertrag in Ungarn nur noch 100 m² Fläche umfasste. Der Rest fiel an die Tschechoslowakei. Im Jahr 1923 wurden die zersplitterten Komitate zusammengelegt und erhielten den Namenszusatz közigazgatásilag egyelőre egyesített (kurz k.e.e, deutsch vorläufig administrativ vereint). Jedes Komitat war in Kreise (járások) unterteilt. Zudem existierten Munizipalstädte (törvényhatósági jogú városok, kurz tjv), wie Szeged, die jeweils durch einen eigenen vom Monarchen ernannten Gespan (Ispán) geleitet wurden, und direkt der Krone unterstellt waren. Oberster Beamter und Vertreter im Stadtrat dieser Städte war jedoch ein gewählter Bürgermeister. In der Hauptstadt Budapest war dies der Oberbürgermeister.
Bis 1938 existierten die folgenden 25 Komitate: (Name, Komitatssitz)
| - Abaúj-Torna, Szikszó - Bács-Bodrog, Baja - Baranya, Pécs - Békés, Gyula - Bihar, Berettyóújfalu - Borsod, Gömör és Kishont k.e.e., Miskolc | - Csanád, Arad és Torontál k.e.e., Makó - Csongrád, Szentes - Fejér, Székesfehérvár - Győr, Moson és Pozsony k.e.e., Győr - Hajdú, Debrecen | - Heves, Eger - Jász-Nagykun-Szolnok, Szolnok - Komárom és Esztergom k.e.e., Esztergom - Nógrád és Hont k.e.e., Balassagyarmat | - Pest-Pilis-Solt-Kiskun, Budapest - Somogy, Kaposvár - Sopron, Sopron - Szabolcs és Ung k.e.e., Nyíregyháza - Szatmár, Ugocsa és Bereg k.e.e., Mátészalka | - Tolna, Szekszárd - Vas, Szombathely - Veszprém, Veszprém - Zala, Zalaegerszeg - Zemplén, Sátoraljaújhely |

Nach dem Ersten Wiener Schiedsspruch erlangte Ungarn 1938 Gebiete im ehemaligen Oberungarn zurück. Auch hier war es notwendig zersplitterte Komitate zusammenzufügen, da nicht alle vollständig zurückgewonnen wurden, wie beispielsweise Bars és Hont k.e.e. Andere wiederum, wie Borsod, Gömör és Kishont k.e.e. wurden mit den wiedergewonnenen Gebieten zu den ursprünglichen Komitaten, wie in diesem Fall zum Komitat Gömör és Kishont und zum Komitat Borsod vereinigt, da diese Territorien nun wieder vollständig zu Ungarn gehörten. Die Vereinigung zersplitterter Komitate zu k.e.e. wurde nach dem Zweiten Wiener Schiedsspruch 1940 zur administrativen Gliederung der Gebiete nicht mehr angewandt. In dem von Russinen bewohnten Transkarpatien wurde stattdessen das Gouvernement Transkarpatien (Kárpátalyai Kormányzóság) mit den Verwaltungseinheiten Ung, Bereg und Máramaros gebildet. Die von Ungarn und Rumänen bewohnten Gebiete wurden wiederum in die bestehenden Komitate eingegliedert. Nach der Besetzung ehemals ungarischer Gebiete in der Batschka (Bácska) und Regionen im Mur- und Übermurgebiet im Jahr 1941, wurden auch diese Territorien in Komitate eingegliedert.
Ab 1941 existierten die folgenden 41 Komitate: (Name, Komitatssitz)
| - Abaúj-Torna, Kassa - Bács-Bodrog, Zombor - Baranya, Pécs - Bars és Hont k.e.e., Léva - Békés, Gyula - Bereg, Beregszász - Beszterce-Naszód, Beszterce - Bihar, Nagyvárad - Borsod, Miskolc | - Csanád, Arad és Torontál k.e.e., Makó - Csík, Csíkszereda - Csongrád, Szentes - Esztergom, Esztergom - Fejér, Székesfehérvár - Gömör és Kishont, Rimaszombat - Győr, Moson és Pozsony k.e.e., Győr | - Hajdú, Debrecen - Háromszék, Sepsiszentgyörgy - Heves, Eger - Jász-Nagykun-Szolnok, Szolnok - Kolozs, Kolozsvár - Komárom, Komárom - Máramaros, Máramarossziget - Maros-Torda, Marosvásárhely | - Nógrád, Balassagyarmat - Nyitra és Pozsony k.e.e, Érsékújvár - Pest-Pilis-Solt-Kiskun, Budapest - Somogy, Kaposvár - Sopron, Sopron - Szabolcs, Nyíregyháza - Szatmár, Nagykároly - Szilágy, Zilah | - Szolnok-Doboka, Dés - Tolna, Szekszárd - Udvarhely, Székelyudvarhely - Ugocsa, Nagyszőllős - Ung, Ungvár - Vas, Szombathely - Veszprém, Veszprém - Zala, Zalaegerszeg - Zemplén, Sátoraljaújhely |

Administrative Gliederung des Königreichs Ungarn
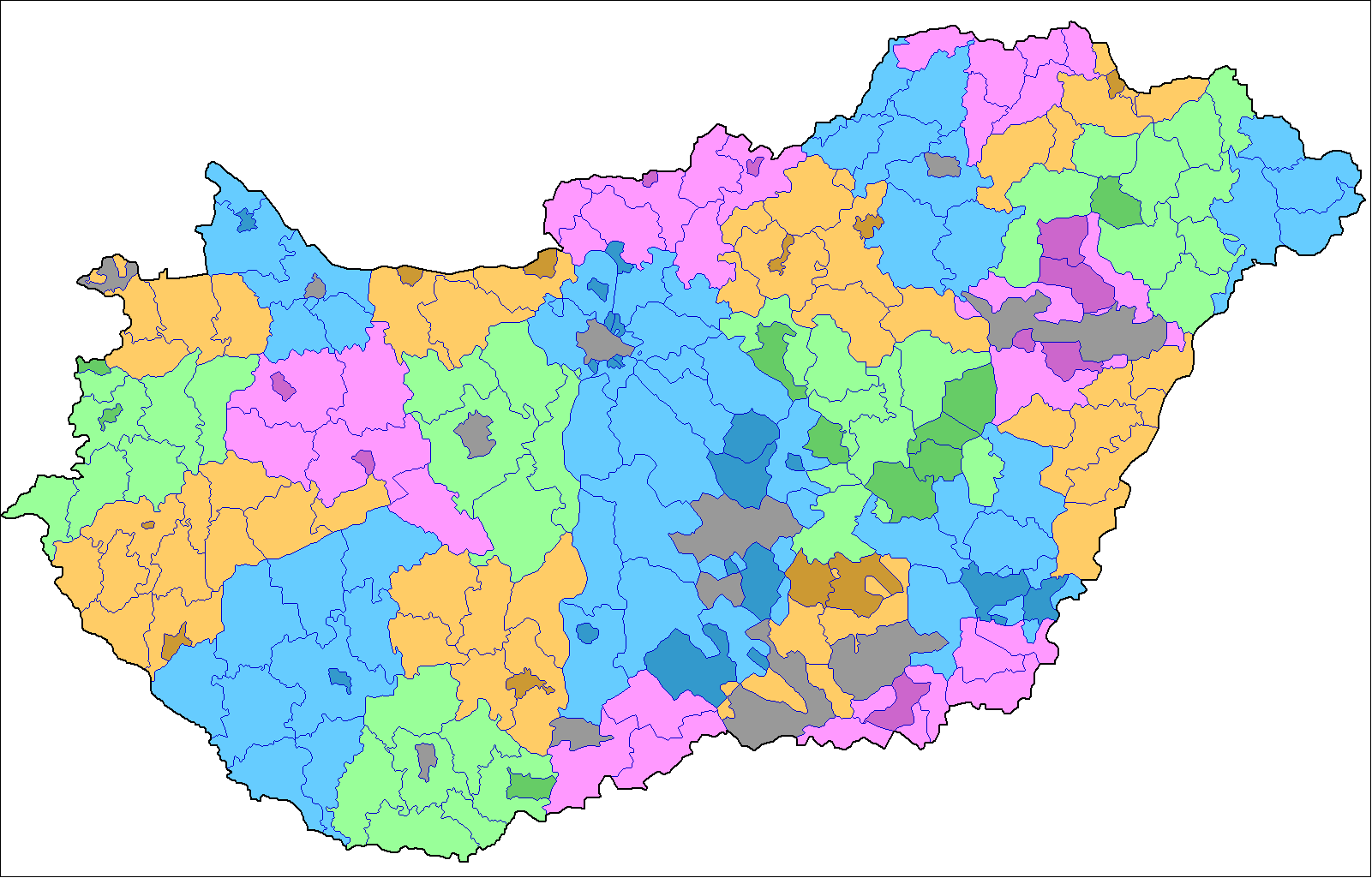
Bis 1938
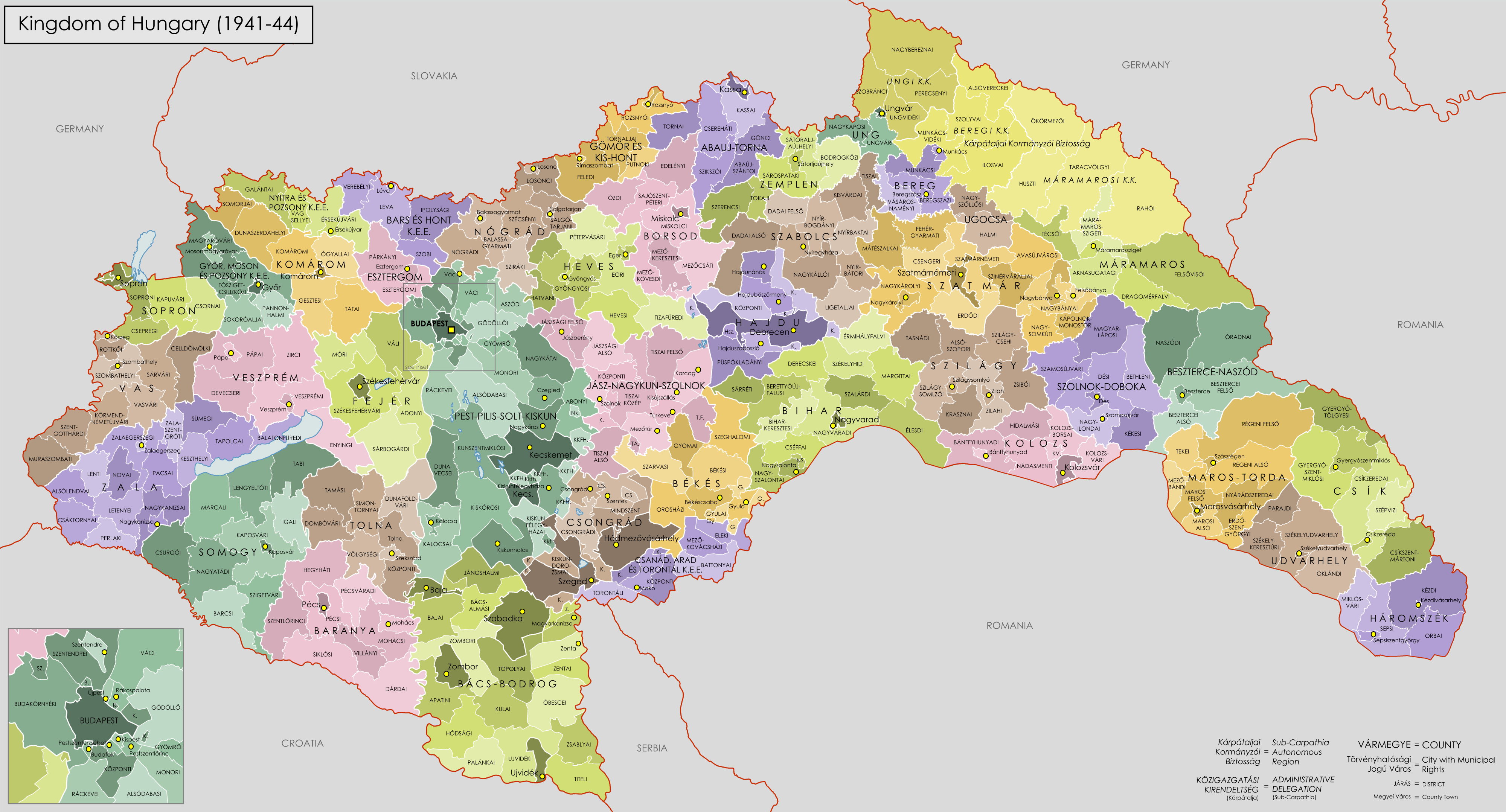
Ab 1941

## Bevölkerung
Ungarn war nach dem Vertrag von Trianon der einzige Nationalstaat in der Region. Infolge des Vertrags verlor das Land aber 30 % seiner magyarischen Bevölkerung an die Nachbarstaaten. Bald stieg die Einwohnerzahl auf 10 Millionen an. Durch die in den Wiener Schiedssprüchen wiedergewonnenen Gebiete stieg die Zahl auf etwa 15 Millionen.
|          | 1920                | 1930                |
| -------- | ------------------- | ------------------- |
| Magyaren | 89,61 % (7.156.727) | 92,09 % (8.001.112) |
| Deutsche | 06,91 % (551.624)   | 05,51 % (478.630)   |
| Slowaken | 01,78 % (141.918)   | 01,20 % (104.819)   |
| Kroaten  | 00,46 % (36.864)    | 00,32 % (27.683)    |
| Rumänen  | 00,3 % (23.695)     | 00,19 % (16.221)    |
| Serben   | 00,1 % (7990)       | 00,08 % (7.031)     |
| sonstige | 00,84 % (67.994)    | 00,61 % (52.823)    |
| Gesamt   | 7.986.875           | 8.688.319           |

## Wirtschaft

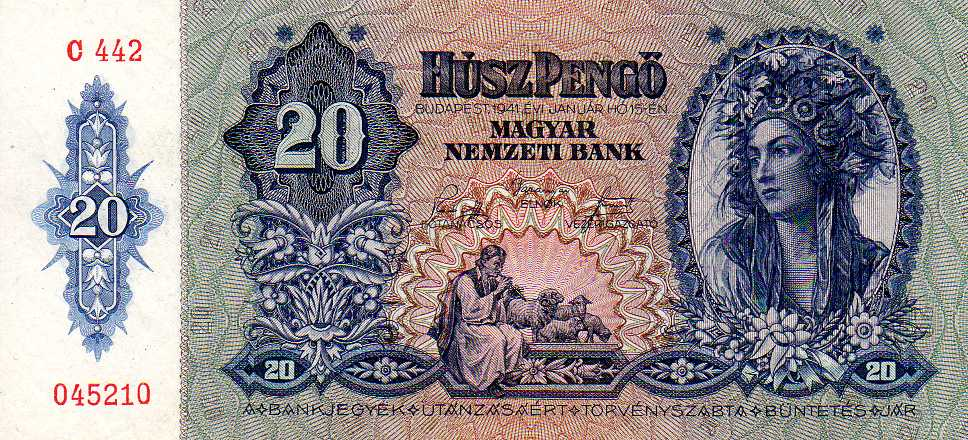
20 Pengő-Banknote von 1941

Bei der Gründung des Königreichs kurz nach dem Ersten Weltkrieg litt das Land unter wirtschaftlichem Niedergang, Haushaltsdefiziten und hoher Inflation als Folge des Verlustes wirtschaftlich wichtiger Gebiete im Vertrags von Trianon 1920. Dazu zählten Territorien, die nun zu der Tschechoslowakei, Rumänien oder Jugoslawien gehörten. Ungarn war nun darauf angewiesen, seine Exportgüter in den übriggebliebenen Gebieten herzustellen, um seine Wirtschaft aufrechtzuerhalten. Die Regierung von Ministerpräsident István Bethlen bewältigte die Wirtschaftskrise mit ausländischen Krediten, die dem Land Anfang der 1920er Jahre wirtschaftliche Stabilität sicherten. Die bisherige Währung Ungarns, die Ungarische Krone, wurde 1927 durch eine neue Währung namens Pengő ersetzt. Die industrielle und landwirtschaftliche Produktion stieg schnell an, und das Land profitierte während des größten Teils der 1920er Jahre vom florierenden Außenhandel.
Mit Beginn der Weltwirtschaftskrise 1929 brach der Wohlstand im Land rasch ein, insbesondere durch die wirtschaftlichen Auswirkungen des Zusammenbruchs der Österreichischen Creditanstalt in Wien. Ab Mitte der 1930er bis in die 1940er Jahre, nachdem sich die Beziehungen zu Deutschland verbessert hatten, profitierte Ungarn vom Handel mit dem Deutschen Reich. Die ungarische Wirtschaft wurde jedoch zunehmend von der deutschen abhängig.